# Rokiccy herbu Rawicz
Rokiccy – polski ród szlachecki, pieczętujący się herbem Rawicz. 
Jest to rodzina mazowiecka z województwa rawskiego, która pochodzi z Rokitnicy Wielkiej. Posiadała też dobra Jankowice, Marcinki, Mileska i Zarzecze. Jedna gałąź tej rodziny przeniosła się na Litwę. Niektórzy członkowie zamieszkiwali w okolicach Klwowa.

Rokiccy, którzy nie stracili nazwiska przodków swych, dom znaczny tamże w rawskiem województwie; bywali na dworze królów polskich znacznymi i zasłużonymi.

## Przedstawiciele
- Jan Pakosz Rokicki - starosta rawski, miał za sobą Jedlińską, starościankę Zawichoską[4].
- Franciszek Antoni Rokicki - wielki regent litewski[5].
- Rafał Rokicki - dworzanin Zygmunta Augusta w 1572 roku[6].
- Michał Rokicki - senator, kasztelan miński w 1772 roku[7][8].